# عنکبوت‌های جهنده بزرگ
عنکبوت‌های جهنده بزرگ (نام علمی: Phidippus) نام یک سرده از خانواده عنکبوت‌های جهنده است.